# Hovedtelefoner
Et par hovedtelefoner (også benævnt høretelefoner) består af to små højttalere placeret enten i øret eller udenpå ved hjælp af en bøjle forbundet ved hjælp af en ledning som oftest munder ud i et jackstik eller minijackstik. Hovedtelefoner gør det muligt at høre musik, eller andre lydkilder, uden at genere omgivelserne i nævneværdig grad. Til mobiltelefoner og mp3-afspillere anvendes ofte små hovedtelefoner placeret inde i et eller begge ører. Til mobiltelefoner anvendes også såkaldte headsets der er en lille hovedtelefon med indbygget mikrofon og nogle knapper der kan fjernstyre telefonen. Trådløse headsets kan anvende Bluetooth til at kommunikere med mobiltelefonen.